# Disko (zatoka)
Disko (grl. Qeqertarsuup Tunua, duń. Disko Bugt, pol. Zatoka Disko) – zatoka w południowej części Morza Baffina u zachodnich wybrzeży Grenlandii, od północy ograniczona wyspą Disko (Disko Ø). Nad zatoką położone są miasta: Aasiaat (Egedesminde), Ilulissat (Jakobshavn), Qasigiannguit (Christianshåb).
Cechą charakterystyczną zatoki jest bardzo intensywny spływ jęzorów lądolodu z Grenlandii, skąd odrywają się liczne góry lodowe.